# Multipoint Control Unit

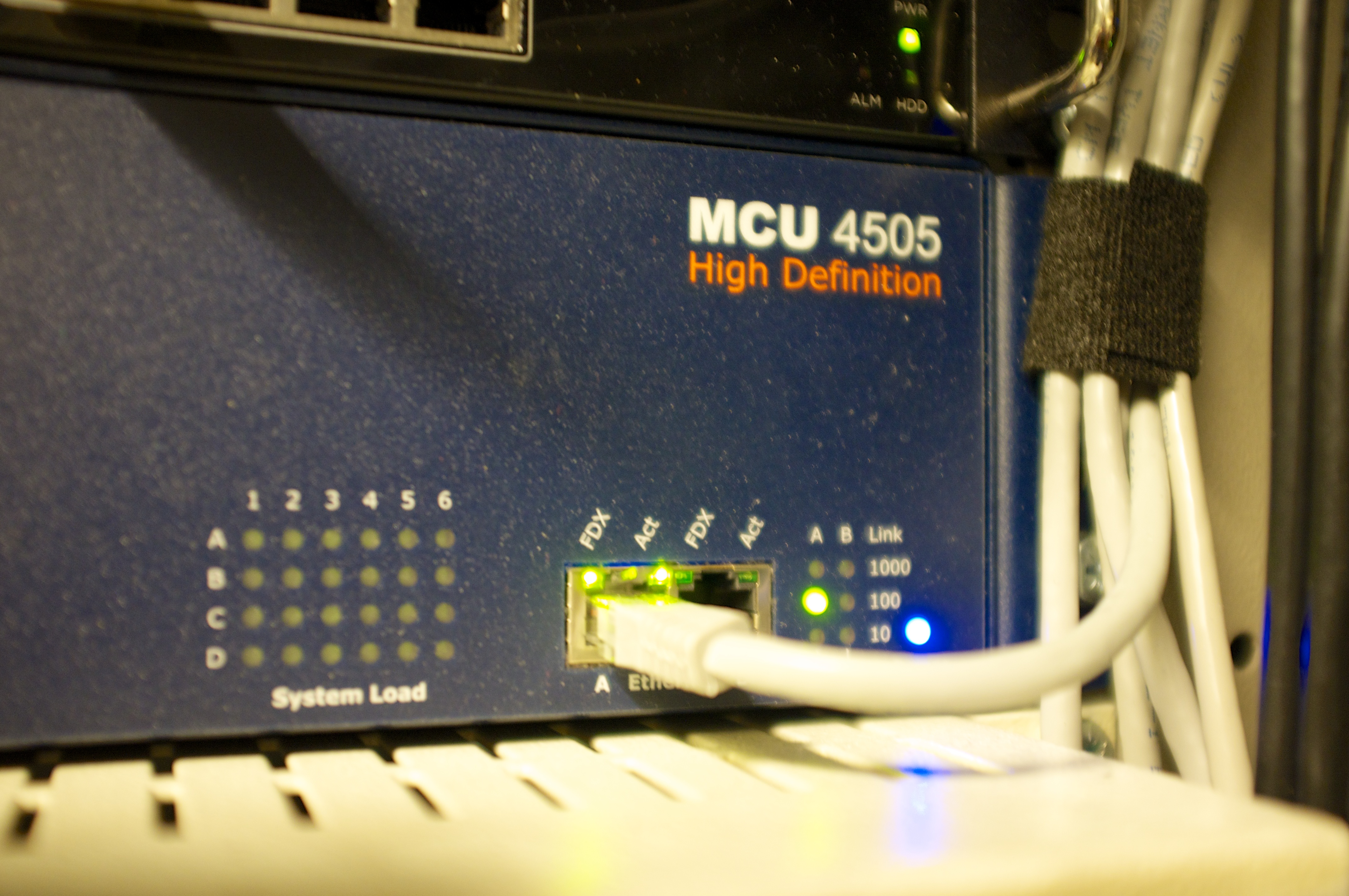
Cisco TelePresence MCU 4505

Un multipoint control unit (MCU) est un logiciel informatique ou une machine servant à établir simultanément plusieurs communications de visioconférence ou de VoIP.

## Description
Cette fonction permet à plusieurs « clients » de la conférence de se réunir dans une même « salle virtuelle » de discussion.
On distingue deux principaux modes de discussion dans une communication assistée d'un MCU : le mode prise de parole et le mode partagé.

Le mode prise de parole affiche la vidéo de la personne qui parle, alors que le mode partagé affiche en vignette tous les participants.
Dans le cas de VoIP, aucun arbitrage n'est opéré.
Note : beaucoup de MCU ne fonctionnent qu'associés à un gatekeeper.
Les MCU peuvent aussi servir lors de l'interconnexion entre deux clients VoIP ayant des codecs incompatibles. Celui-ci réencode alors à la volée la voix et/ou la vidéo pour assurer l'interopérabilité entre les « clients ». 